# Viktor Petrovič Astaf'ev
Viktor Petrovič Astaf'ev in russo Виктор Петрович Астафьев? (Ovsjanka, 1º maggio 1924 – Krasnojarsk, 29 novembre 2001) è stato uno scrittore russo, uno degli esponenti del realismo socialista, in particolare della prosa di guerra e della prosa contadina, sviluppatesi in Unione Sovietica nel XX secolo.